# Dertig varkensstreken
Dertig varkensstreken is het 37e album in de Belgische stripreeks De avonturen van Urbanus door Urbanus en Willy Linthout. Het album bestaat uit grappen van telkens één pagina. Het verscheen in 1992..